# بوته‌آناناسی
بوته‌آناناسی (نام علمی: Dasypogon bromeliifolius) نام یک گونه از رده رده دم‌اسبی است.